# Gríxino (Tomsk)
|  | Per a altres significats, vegeu «Gríxino». |

Gríxino (en rus: Гришино) és un poble de l'óblast de Tomsk, a Rússia, que el 2015 tenia 147 habitants.